# Космос-1954
Космос-1954 је један од преко 2400 совјетских вјештачких сателита лансираних у оквиру програма Космос.
Космос-1954 је лансиран са космодрома Плесецк, СССР, 21. јуна 1988. Ракета-носач Космос је поставила сателит у орбиту око планете Земље. Маса сателита при лансирању је износила 700 килограма. Космос-1954 је био комуникациони сателит.